# آرمدال
آرمدال (بالإنجليزية: Armidale)‏ تقع مدينة أرميدال الأسترالية في منطقة نيوانجلند أو إنجلترا الجديدة في ولاية نيو ساوث ويلز الأسترالية. تبعد المدينة عن مدينة سيدني عاصمة نيو ساوث ويلز وأكبر مدن أستراليا حوالي 485 كيلو متر شمالاً. أرميدال مدينة صغيرة نسبيا ويبلغ تعداد سكانها بناء على بينات 30/6/2006 حوالي 24,533 نسمة. وتعتبر أرميدال أكثر مدينة أسترالية ارتفاعا عن سطح البحر حيث ترتفع حوالي 1000 متراً عن مستوى سطح البحر. وتبلغ مساحتها حوالي 4,235 كيلو متر مربع. تعتمد المدينة على جامعة نيو انجلند الجامعة الوحيدة بالمنطقة كمحرك أساسي لاقتصاد المنطقة. يتواجد بالمدينة الكثير من الجنسيات المختلفة.

## الطقس والمناخ
طقس دافئ صيفاً مع تدني في نسبة الرطوبة. خريفها جميل ممزوج بجمال ألوان الأشجار. ربيعها عليل. شتاءها قارس. يبلغ متوسط درجات الحرارة الصغرى والكبرى في الفصول الدفيئة من 13 درجة مئوية إلى 27 درجة مئوية. وينخفض معدل درجة الحرارة الصغرى والكبرى خلال فصل الشتاء إلى ما بين 0 درجة إلى 16 درجة. نظراً لارتفاع المدينة فإنها تعاني من ليل بارد شتاءً حيث تصل درجة الحرارة إلى ما يقارب سالب 5 درجات مئوية في بعض الأحيان. يهطل المطر بغزارة في أشهر الصيف ويقل معدل سقوط الأمطار شتاءً. يبلغ معدل سقوط الأمطار حوالي 800 ملي متر. وتسقط الثلوج في بعض الأحيان في فصل الشتاء.

## النشاطات الاساسية في المدينة
إنتاج الصوف، تربية الأغنام والابقاروالضان وكذلك تصنيع منتجاتها، إنتاج الفواكة وكذلك تقديم الخدمات التعليمية. فيها العديد من الجمعيات لتربية الأبقار والعديد من حيوانات المزارع. التطور الذي حدث لوسائل الاتصال والبنى التحتية شجع العديد من الأعمال لظهور في ارميدال على سبيل المثال صناعة المعلومات والتكنولوجيا وكذلك التعليم والبحث. تحتوي ارميدال أيضاً على أربع وكالات لتوظيف وكذلك خمس عيادات بيطرية وكذلك خدمات الدعم السكني والعقارات والاسهم.

## الخدمات
تشتمل المدينة على جميع الخدمات.تحتوي المدينة على مسجد واحد موجود بداخل جامعة نيو انجلند.كما تحتوي المدينة على مطار إقليمي يقدم رحلات يومية إلى مدينة سيدني. كما يوجد خط سكة حديد بالمدينة يربطها مع مدن الولاية. تحتوي المدينة على خدمة حافلات متكاملة تربط داخل المدينة. كما توجد حافلات تربط المدينة مع المدن المجاورة.

## التعليم
يوجد في ارميدال إحدى أشهر الجامعات الأسترالية وهي
- (The University of New England (UNE جامعة إنجلترا الجديدة

بالأضافة إلى ستة مدارس ثانوية، سبعة عشر مدرسة متوسطة، وتسعة مدراس ابتدائية وكذلك العديد من مراكز الرعاية المنزلية.

## البحوث العلمية
أما بالنسبة للبحوث العلمية فهناك العديد من المراكز البحثية. فعلى سبيل المثال: مركز الأبحاث الزراعية والبيئية Centre for Agricultural and Environmental research ومعهد أبحاث الأعمال الزراعية (Agricultural Business Research Institute (ABRI ومركز أبحاث الجودة للمواشي والأبقار the CRC for Cattle and Beef Quality وغيرها.

## المواصلات
تتوفر العديد من وسائل المواصلات في المدينة ومنها : الليموزين. الباصات حيث تتوزع في جميع أنحاء المدينة حيث لايكاد شارع يخلو من محطات النقل والتوصيل.
ثانياً: القطار والذي يصل المدينة بالعديد من المدن داخل وخارج نطاق نيو ساوث ويلز. فعلى سبيل المثال يتم استخدام الباص للأنتقال من ارميدال إلى سيدني مروراً بالعديد من المدن كمدينة تامورث ونيوكاسل هذا في حال الاتجاه جنوياً. أما في حال التوجة شمالاً فيتم نقل المسافر من ارميدال إلى بريزبين مروراً أيضاً بالعديد من المدن الكبيرة وحتى الريفية.
أخيراً: الطائرات هناك العديد من الرحلات اليومية التي تقوم بها الخطوط الجوية المحلية كوانتس من سيدني إلى ارميدال.